# Carin Bergström
Carin Margareta Bergström, ogift Johansson, född 8 december 1942 i Karlstads församling, Värmlands län, är en svensk historiker och museichef.

## Biografi
Bergström disputerade i historia 1991 på en avhandling om lantpräster på 1700-talet och blev senare docent. Hon har bland annat varit chef för Hallwylska museet och på Skoklosters slott 1998–2007. År 2008 blev hon överintendent för Kungl. Husgerådskammaren med Bernadottebiblioteket. Hon är änka efter PR-mannen Jerry Bergström som avled 2007. Ledamot av Värmländska Akademien.

## Priser och utmärkelser
- Årets bok om svensk historia 2004 för Skoklosters slott under 350 år[10]
- Svenska Akademiens gustavianska stipendium 2009[11]